# Gasteig (Grafing bei München)
Gasteig ist ein Stadtteil von Grafing bei München im oberbayerischen Landkreis Ebersberg. Das Dorf liegt circa einen Kilometer nördlich von Grafing.

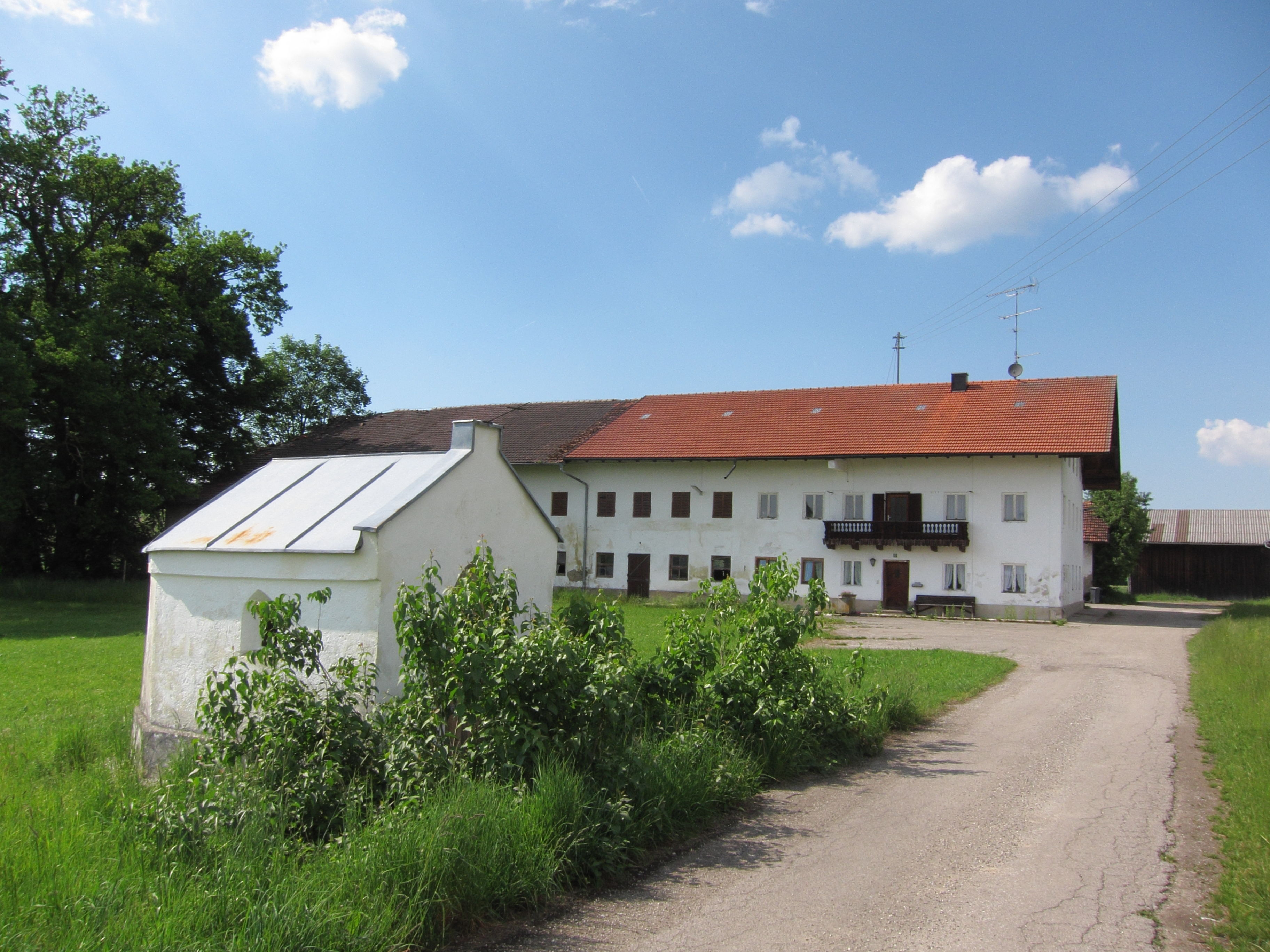
Bauernhaus und Kapelle in Gasteig

## Baudenkmäler
Siehe: Liste der Baudenkmäler in Grafing bei München#Gasteig